# Кубок швейцарської ліги з футболу 1976—1977
Кубок швейцарської ліги з футболу 1976-77 — 5-й розіграш Кубка ліги у Швейцарії. Переможцем вперше став Серветт.

## Календар
| Раунд       | Дата              | Матчі | Клуби   |
| ----------- | ----------------- | ----- | ------- |
| 1/16 фіналу | 7-8 серпня 1976   | 16    | 32 → 16 |
| 1/8 фіналу  | 12-13 лютого 1977 | 8     | 16 → 8  |
| 1/4 фіналу  | 19-20 лютого 1977 | 4     | 8 → 4   |
| 1/2 фіналу  | 19 квітня 1977    | 2     | 4 → 2   |
| Фінал       | 3 травня 1977     | 1     | 2 → 1   |

## 1/16 фіналу
| Команда 1            | Рахунок      | Команда 2               |
| -------------------- | ------------ | ----------------------- |
| 7 серпня 1976        |              |                         |
| Фрауенфельд (2)      | 0:6          | Санкт-Галлен            |
| Грассгоппер          | 4:4 пен. 4:3 | Цюрих                   |
| Госсау (2)           | 2:4          | Вінтертур               |
| Аарау (2)            | 1:1 пен. 5:4 | Крієнс (2)              |
| Люцерн (2)           | 3:0          | Янг Фелловз Ювентус (2) |
| Шенуа                | 4:2          | Лозанна                 |
| Стад-Лозанна-Уші (2) | 2:6          | Етуаль (Каруж) (2)      |
| Сьйон                | 0:1          | Серветт                 |
| Веве Спортс (2)      | 3:2 дч       | Рарон (2)               |
| Лугано (2)           | 1:2          | Беллінцона              |
| Ксамакс              | 1:0          | Біль-Б'єнн (2)          |
| Лауфен (2)           | 1:4          | Янг Бойз                |
| Фрібур (2)           | 4:3 дч       | Нордштерн (Базель) (2)  |
| Гренхен (2)          | 1:2          | Базель                  |
| Кеніц (2)            | 0:1          | Ла Шо-де-Фон (2)        |
| 8 серпня 1976        |              |                         |
| Мендрізіостар (2)    | 0:0 пен. 3:2 | К'яссо (2)              |

## 1/8 фіналу
| Команда 1          | Рахунок      | Команда 2         |
| ------------------ | ------------ | ----------------- |
| 12 лютого 1977     |              |                   |
| Веве Спортс (2)    | 0:1          | Шенуа             |
| Санкт-Галлен       | 0:2          | Грассгоппер       |
| Етуаль (Каруж) (2) | 0:2          | Фрібур (2)        |
| Ксамакс            | 4:1          | Ла Шо-де-Фон (2)  |
| 13 лютого 1977     |              |                   |
| Аарау (2)          | 3:1          | Мендрізіостар (2) |
| Люцерн (2)         | 2:2 пен. 4:3 | Базель            |
| Янг Бойз           | 1:2          | Серветт           |
| Беллінцона         | 0:2          | Вінтертур         |

## 1/4 фіналу
| Команда 1      | Рахунок | Команда 2   |
| -------------- | ------- | ----------- |
| 19 лютого 1977 |         |             |
| Вінтертур      | 0:1     | Шенуа       |
| Фрібур (2)     | 0:2     | Серветт     |
| 20 лютого 1977 |         |             |
| Аарау (2)      | 0:1     | Ксамакс     |
| Люцерн (2)     | 0:2     | Грассгоппер |

## 1/2 фіналу
| Команда 1      | Рахунок | Команда 2   |
| -------------- | ------- | ----------- |
| 19 квітня 1977 |         |             |
| Ксамакс        | 4:3 дч  | Шенуа       |
| Серветт        | 2:1     | Грассгоппер |

## Фінал
| 3 травня 1977 |

| Серветт                   | 2:0      | Ксамакс |
| ------------------------- | -------- | ------- |
| К.Мюллер 50' Тувенель 75' | Протокол |         |

| Стад Олімпік де ла Понтез, Лозанна Глядачів: 7 100 Арбітр: Отто Іслер |